# Marian Drażdżewski

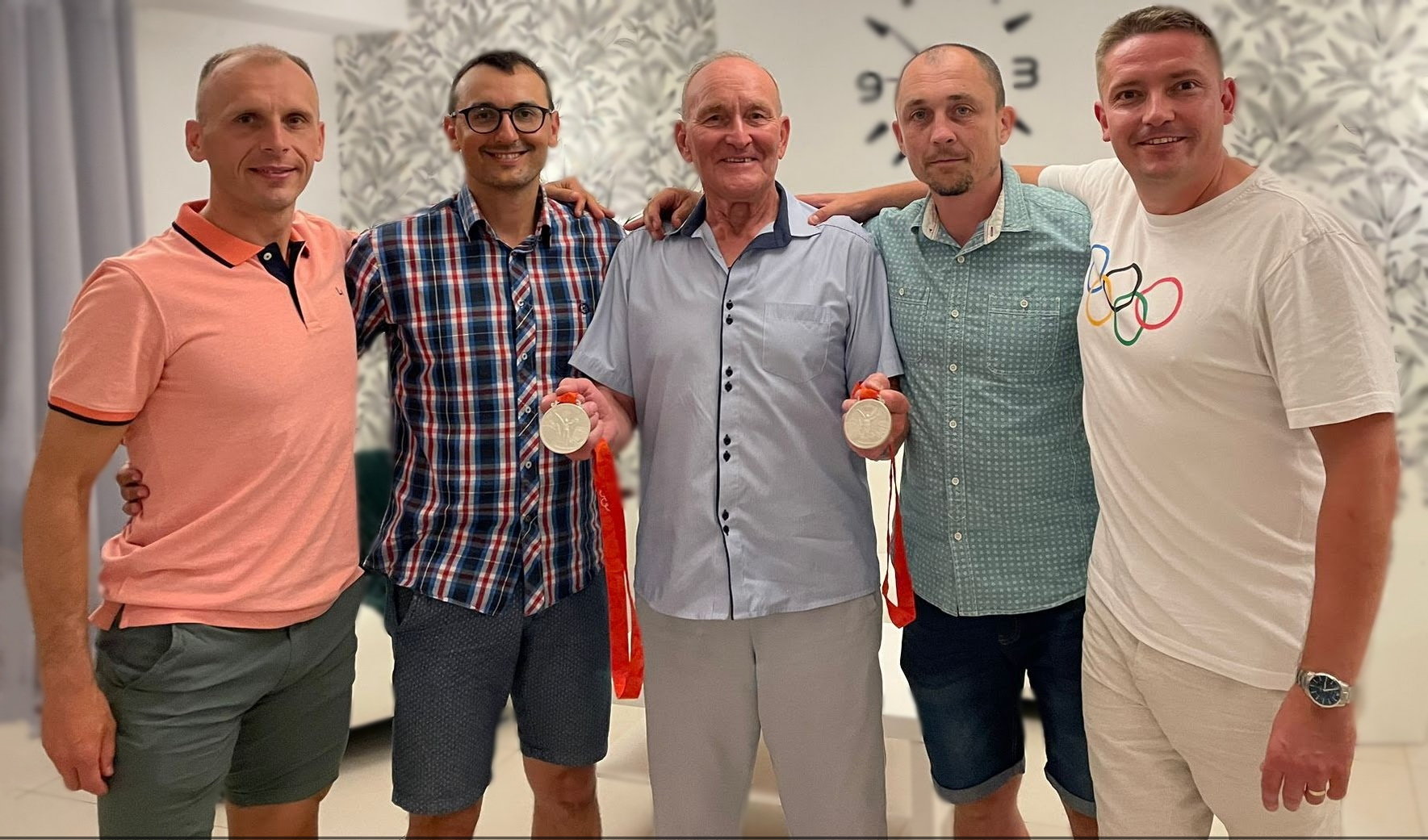
Od lewej: Bartłomiej Pawełczak, Łukasz Pawłowski, Marian Drażdżewski, Miłosz Bernatajtys, Paweł Rańda w 2023 r.

Marian Drażdżewski (ur. 3 lipca 1946 w Bydgoszczy) – polski wioślarz, trener, olimpijczyk z Monachium 1972. Wychowanek klubu KKW Bydgoszcz. W 1977 roku ukończył studia magisterskie w AWF Poznań. W latach 2005–2012 trener kadry narodowej PZTW.

## Kariera zawodnicza i trenerska
Karierę zawodniczą rozpoczął w roku 1962 pod okiem trenera B. Ormanowskiego – medalisty olimpijskiego z Amsterdamu z (1928 r.). Jako zawodnik KKW ZNTK - Bydgoszcz; barwy klubowe reprezentował do roku 1973. Pracę w roli trenera rozpoczął w roku 1974 w barwach WKS Zawisza (trwała do roku 1989), jeden sezon pracował w klubie BTW Bydgoszcz (od 1990 -1991 r.). Od 1991 roku powrócił do klubu macierzystego – KKW Bydgoszcz – Zakłady Naprawcze Taboru Kolejowego Bydgoszcz, który zmieniał swoją nazwę: w latach 1991-1996 na – Kolejowy Klub Wioślarski, 1996-2004 na – Regionalne Towarzystwo Wioślarskie Bydgostia-Kabel, 2004-2007 na – Lotto-Bydgostia-Wyższa Szkoła Gospodarki-Gazeta Pomorska, 2007-2011 na – LOTTO-Bydgostia-Wyższa Szkoła Gospodarki–Bank Pocztowy, 2011–2012 na – LOTTO-Bydgostia-Wyższa Szkoła Gospodarki i od 2013 docelowo na – LOTTO - Bydgostia Bydgoszcz.

### Osiągnięcia zawodnicze i trenerskie
Na mistrzostwach Polski zdobył: 23 medale, w tym: 9 złotych, 5 srebrnych i 9 brązowych.
Trzykrotnie wraz z klubem KKW ZNTK - Bydgoszcz zdobył tytuł Drużynowego Mistrza Polski (w latach 1966, 1967, 1970).
Członek osad ósemek uczestniczących w Mistrzostwach Europy w latach 1971 (10. miejsce), 1973 (7. miejsce).
Na igrzyskach olimpijskich w Monachium w 1972 roku był członkiem osady ósemki (partnerami byli: Jerzy Ulczyński, Marian Siejkowski, Krzysztof Marek, Jan Młodzikowski, Grzegorz Stellak, Ryszard Giło, Sławomir Maciejowski, Ryszard Kubiak (sternik)). Polska osada zajęła 6. miejsce.
Jako trener klubowy tytuł Drużynowego Mistrza Polski zdobył trzydziestokrotnie w latach 1993-2022.

#### Wyniki (wybór)
- 1963 - Mistrzostwa Polski Juniorów
  - I miejsce ósemka z sternikiem
  - II miejsce czwórka z sternikiem
- 1964 - Mistrzostwa Polski Juniorów
  - I miejsce ósemka z sternikiem
  - I miejsce czwórka z sternikiem
- 1965 - Mistrzostwa Polski Juniorów
  - II miejsce ósemka z sternikiem
  - I miejsce czwórka z sternikiem
- 1970 - Mistrzostwa Polski Seniorów
  - I miejsce ósemka z sternikiem
- 1970 - Mistrzostwa Świata Seniorów
  - VI miejsce ósemka z sternikiem
- 1971 - Mistrzostwa Polski Seniorów
  - I miejsce ósemka z sternikiem
- 1971 - Mistrzostwa Świata Seniorów
  - X miejsce ósemka z sternikiem
- 1972 - Mistrzostwa Polski Seniorów
  - I miejsce ósemka z sternikiem
- 1972 - Igrzyska Olimpijskie Monachium
  - VI miejsce ósemka z sternikiem
- 1973 - Mistrzostwa Polski Seniorów
  - I miejsce ósemka z sternikiem
- 1973 - Mistrzostwa Europy Seniorów
  - 7 miejsce ósemka z sternikiem

Po zakończeniu kariery sportowej w 1973 roku (po udziale w Mistrzostwach Europy w Moskwie) został trenerem i wychowawcą wielu reprezentantów Polski.

## Osiągnięcia wychowanków (wybór)
Jego podopieczni wywalczyli:
- Jako juniorzy:
  - Mistrzostwa Świata Juniorów w Wioślarstwie – 1999 r. w Płowdiw – złoty medal ósemki ze sternikiem, w której płynęli Wojciech Gutorski i Mikołaj Burda.
  - Mistrzostwa Świata Juniorów w Wioślarstwie – 2000 r. w Zagrzebiu – srebrny medal w konkurencji dwójka bez sternika Wojciech Gutorski i Mikołaj Burda.
- Jako reprezentacja młodzieżowa:
  - Mistrzostwa Świata Młodzieżowe w Wioślarstwie – 2004 r. w Poznaniu – złoty medal w konkurencji czwórka podwójna wagi lekkiej zdobyli Miłosz Bernatajtys i Bartłomiej Pawełczak
- Jako seniorzy:
- w konkurencji dwójka ze sternikiem:
  - srebrny medal  na Mistrzostwach Świata w 2004 r. w Banyoles - Marcin Wika.
- w konkurencji czwórki bez sternika mężczyzn w kategorii lekkiej:
  - srebrny medal na Igrzyskach Olimpijskich w Pekinie w 2008 roku (osada płynęła w składzie:  Paweł Rańda, Miłosz Bernatajtys, Bartłomiej Pawełczak i Łukasz Pawłowski)[2],
  - brązowy medal na Mistrzostwach Świata w Poznaniu w 2009 roku (osada płynęła w składzie:  Paweł Rańda, Miłosz Bernatajtys, Łukasz Siemion i Łukasz Pawłowski)[3]
  - srebrny medal na Mistrzostwach Europy w Montemor-o-Velho w 2010 roku (osada płynęła w składzie:  Paweł Rańda, Miłosz Bernatajtys, Łukasz Siemion i Łukasz Pawłowski).
- w konkurencji ósemka ze sternikiem mężczyzn:
  - brązowy medal na Mistrzostwach Świata w Wioślarstwie w Amsterdamie w (2014 r.) wywalczyła ósemka z Mikołajem Burdą,
- w konkurencji czwórki bez sternika mężczyzn:
  - złoty medal Mistrzostw Świata w Wioślarstwie w Ottensheim w (2019 r.) wywalczyła czwórka z Mikołajem Burdą.
- ponadto
  - Mikołaj Burda na Mistrzostwach Europy do roku 2023 zdobył: 3 złote, 5 srebrnych i dwa brązowe medale;
  - Wojciech Gutorski na Mistrzostwach Europy do roku 2023 zdobył: 1 złoty, 2 srebrne i 1 brązowy medal.
  - Był trenerem klubowym dwukrotnego mistrza olimpijskiego Roberta Sycza startującego na igrzyskach  w Sydney w 2000 r. i Atenach w 2004 r..

## Nagrody i wyróżnienia (wybór)
- Odznaka „Mistrz Sportu” w wioślarstwie za wybitne osiągnięcia sportowe z dnia 13 czerwca 1973 r.
- Brązowy medal "Siły Zbrojne w Służbie Ojczyzny" nr. B-077264 z dnia 12 października 1977 r.
- Brązowy medal "Za zasługi dla obronności kraju" nr. B-190177 z dnia 12 października 1977 r.
- Dwudziestego marca 1982 nadano godność - ZASŁUŻONEGO DLA WIOŚLARSTWA - legitymacja nr 76
- Srebrny medal za "Zasługi dla obronności kraju" nr. S-101370 z dnia 26 lipca 1982 r.
- Srebrny medal "Siły Zbrojne w Służbie Ojczyzny" nr. S-100094 z dnia 1 sierpnia 1983 r.
- Srebrny Krzyż Zasługi - legitymacja nr. 559-89-24 z dnia 20 września 1989 r.
- Złota Honorowa Odznaka KKW-ZNTK Bydgoszcz II stopnia z pełnym laurem (1996 r.)
- Srebrna odznaka "Zasłużony Działacz Kultury Fizycznej" z dnia 29 września 1998 r.
- Medal Komisji Edukacji Narodowej za szczególne zasługi dla oświaty i wychowania; legitymacja nr. 82348, z dnia 5 czerwca 2002 r.
- Złoty Krzyż Zasługi - legitymacja nr. 261-2003-70 z dnia 1 grudnia 2003 r.
- Medal Prezydenta Miasta Bydgoszczy - nr. 1043/2003 z dnia 6 grudnia 2003 r.
- W 2007 roku minister sportu wyróżnił M. Drażdżewskiego nagrodą państwową II stopnia[4]
- W 2008 roku otrzymał Nagrodę Prezydenta Bydgoszczy (Konstanty Dombrowicz) dla najlepszego trenera[5].
- Honorowy Członek RTW Lotto-Bydgostia (2008 r.)
- Złoty Krzyż Zasługi - legitymacja nr. 235-2008-7 z dnia 8 października 2008 r. (medal nadany po raz drugi)
- Złota odznaka za Zasługi dla sportu nr. z-73/2009 z dnia 3 września 2009 r.
- Srebrny medal "Za zasługi dla Polskiego Ruchu Olimpijskiego" nr. 4825/18 z dnia 30 listopada 2018 r.
- Medal stulecia Akademii Wychowania Fizycznego im. E. Piaseckiego w Poznaniu (2019 r.)
- W 2019 roku M. Drażdżewskiemu nadano godność Członka Honorowego Polskiego Związku Towarzystw Wioślarskich, a także wręczono medal 100-lecia Polskiego Związku Towarzystw Wioślarskich leg. nr 087.
- Laureat Srebrnego Medalu Homo Invictus – Decus Bydgostiae (nr 03/2020)
- Kujawsko-Pomorska Rada Olimpijska przyznała medal z okazji "100 lecia Powrotu Regionu Do Macierzy"  dnia 24 października 2020 r.
- "Medal 100-lecia odzyskania niepodległości" - listopad 2020 r.
- W 2023 roku M. Drażdżewskiemu wręczono Honorową Nagrodę im. Ryszarda Kubiaka za całokształt kariery sportowej dla osób, które po zakończeniu czynnego uprawiania sportu stały się wzorem i przykładem dla wielu młodych zawodników[6]
- Złoty medal "Za zasługi dla Polskiego Ruchu Olimpijskiego" nr. 5531/23 z dnia 17 lutego 2023 r.

oraz:
- ponad 40 wyróżnień i medali klubowych z zakresu wioślarstwa i edukacji w ww. zakresie.

W ramach AutografExpo - 19.04.2024 - w Bydgoszczy pod patronatem Ministerstwa Sportu i Turystyki obchodzono 50-lecie pracy trenerskiej M. Drażdżewskiego.